# Saison 2022-2023 des Pacers de l'Indiana
La saison 2022-2023 des Pacers de l'Indiana est la 56e saison de la franchise et la 47e saison au sein de la National Basketball Association (NBA).

## Draft
| Tour | Choix | Joueur             | Poste | Nationalité | Provenance            |
| ---- | ----- | ------------------ | ----- | ----------- | --------------------- |
| 1    | 6     | Bennedict Mathurin | G     | Canada      | Wildcats de l'Arizona |
| 2    | 31    | Andrew Nembhard    | G     | Canada      | Bulldogs de Gonzaga   |
| 2    | 58    | Hugo Besson        | G     | France      | New Zealand Breakers  |

## Matchs

### Summer League
| Summer League Total: 2-3 |

| Match | Date match | Équipe     | Score    | Meilleur marqueur       | Meilleur rebondeur  | Meilleur passeur         | Lieux Spectateurs      | Série |
| ----- | ---------- | ---------- | -------- | ----------------------- | ------------------- | ------------------------ | ---------------------- | ----- |
| 1     | 8 juillet  | Charlotte  | V 96-84  | Bennedict Mathurin (23) | Isaiah Jackson (12) | Duane Washington Jr. (6) | Thomas & Mack Center 0 | 1 - 0 |
| 2     | 10 juillet | Sacramento | D 96-103 | Terry Taylor (16)       | Isaiah Jackson (9)  | Gabe York (4)            | Cox Pavilion 0         | 1 - 1 |
| 3     | 12 juillet | Détroit    | V 101-87 | Bennedict Mathurin (20) | Terry Taylor (9)    | Kendall Brown (4)        | Thomas & Mack Center 0 | 2 - 1 |
| 4     | 15 juillet | Washington | D 79-97  | Kendall Brown (14)      | Simisola Shittu (8) | Andrew Nembhard (9)      | Thomas & Mack Center 0 | 2 - 2 |
| 5     | 17 juillet | Phoenix    | D 69-84  | Trois joueurs (8)       | Simisola Shittu (7) | Andrew Nembhard (5)      | Thomas & Mack Center 0 | 2 - 3 |

### Pré-saison
| Pré-saison Total: 2-2 (Domicile : 1-1; Extérieur : 1-1) |

| Match | Date match | Équipe      | Score     | Meilleur marqueur       | Meilleur rebondeur  | Meilleur passeur          | Lieux Spectateurs            | Série |
| ----- | ---------- | ----------- | --------- | ----------------------- | ------------------- | ------------------------- | ---------------------------- | ----- |
| 1     | 5 octobre  | @ Charlotte | V 122-97  | Aaron Nesmith (16)      | Jalen Smith (10)    | Haliburton, McConnell (6) | Spectrum Center 9 382        | 1 - 0 |
| 2     | 7 octobre  | @ New York  | D 114-131 | Tyrese Haliburton (20)  | Myles Turner (9)    | Tyrese Haliburton (7)     | Madison Square Garden 16 510 | 1 - 1 |
| 3     | 12 octobre | New York    | V 109-100 | Bennedict Mathurin (27) | Oshae Brissett (8)  | Andrew Nembhard (9)       | Gainbridge Fieldhouse 7 081  | 2 - 1 |
| 4     | 14 octobre | Houston     | D 114-122 | Buddy Hield (19)        | Mathurin, Smith (5) | Andrew Nembhard (7)       | Gainbridge Fieldhouse 7 107  | 2 - 2 |

### Saison régulière
| Saison régulière Total: 35-47 (Domicile : 20-21; Extérieur : 15-26) |

| Match | Date match | Équipe         | Score     | Meilleur marqueur       | Meilleur rebondeur    | Meilleur passeur       | Lieux Spectateurs            | Série |
| ----- | ---------- | -------------- | --------- | ----------------------- | --------------------- | ---------------------- | ---------------------------- | ----- |
| 1     | 19 octobre | Washington     | D 107-114 | Tyrese Haliburton (26)  | Buddy Hield (10)      | Tyrese Haliburton (7)  | Gainbridge Fieldhouse 15 027 | 0 - 1 |
| 2     | 21 octobre | San Antonio    | D 134-137 | Tyrese Haliburton (27)  | Terry Taylor (7)      | Tyrese Haliburton (12) | Gainbridge Fieldhouse 12 073 | 0 - 2 |
| 3     | 22 octobre | Détroit        | V 124-115 | Tyrese Haliburton (24)  | Goga Bitadze (15)     | Tyrese Haliburton (10) | Gainbridge Fieldhouse 16 056 | 1 - 2 |
| 4     | 24 octobre | @ Philadelphie | D 106-120 | Tyrese Haliburton (19)  | Jalen Smith (10)      | Tyrese Haliburton (10) | Wells Fargo Center 19 786    | 1 - 3 |
| 5     | 26 octobre | @ Chicago      | D 109-124 | Buddy Hield (24)        | Jalen Smith (9)       | Tyrese Haliburton (11) | United Center 18 306         | 1 - 4 |
| 6     | 28 octobre | @ Washington   | V 127-117 | Myles Turner (27)       | Myles Turner (10)     | Tyrese Haliburton (12) | Capital One Arena 13 463     | 2 - 4 |
| 7     | 29 octobre | @ Brooklyn     | V 125-116 | Bennedict Mathurin (32) | Jalen Smith (14)      | Haliburton, Hield (8)  | Barclays Center 17 732       | 3 - 4 |
| 8     | 31 octobre | @ Brooklyn     | D 109-116 | Chris Duarte (30)       | Tyrese Haliburton (8) | Buddy Hield (7)        | Barclays Center 15 770       | 3 - 5 |

| Match | Date match  | Équipe              | Score     | Meilleur marqueur       | Meilleur rebondeur    | Meilleur passeur           | Lieux Spectateurs            | Série  |
| ----- | ----------- | ------------------- | --------- | ----------------------- | --------------------- | -------------------------- | ---------------------------- | ------ |
| 9     | 4 novembre  | Miami               | V 101-99  | Buddy Hield (25)        | Haliburton, Hield (9) | Tyrese Haliburton (9)      | Gainbridge Fieldhouse 13 141 | 4 - 5  |
| 10    | 7 novembre  | La Nouvelle-Orléans | V 129-122 | Myles Turner (37)       | Myles Turner (12)     | Tyrese Haliburton (13)     | Gainbridge Fieldhouse 14 052 | 5 - 5  |
| 11    | 9 novembre  | Denver              | D 119-122 | Bennedict Mathurin (30) | Myles Turner (11)     | Tyrese Haliburton (12)     | Gainbridge Fieldhouse 14 069 | 5 - 6  |
| 12    | 12 novembre | Toronto             | V 118-104 | Buddy Hield (22)        | Myles Turner (10)     | Tyrese Haliburton (15)     | Gainbridge Fieldhouse 13 089 | 6 - 6  |
| 13    | 16 novembre | @ Charlotte         | V 125-113 | Tyrese Haliburton (22)  | Myles Turner (10)     | Tyrese Haliburton (11)     | Spectrum Center 14 756       | 7 - 6  |
| 14    | 18 novembre | @ Houston           | V 99-91   | Tyrese Haliburton (19)  | Jalen Smith (18)      | Tyrese Haliburton (8)      | Toyota Center 15 882         | 8 - 6  |
| 15    | 19 novembre | Orlando             | V 114-113 | Tyrese Haliburton (22)  | Myles Turner (11)     | Tyrese Haliburton (14)     | Gainbridge Fieldhouse 14 478 | 9 - 6  |
| 16    | 21 novembre | Orlando             | V 123-102 | Bennedict Mathurin (22) | Jackson, Nesmith (8)  | Tyrese Haliburton (14)     | Gainbridge Fieldhouse 14 029 | 10 - 6 |
| 17    | 23 novembre | Minnesota           | D 101-115 | Myles Turner (31)       | Myles Turner (7)      | Tyrese Haliburton (14)     | Gainbridge Fieldhouse 15 751 | 10 - 7 |
| 18    | 25 novembre | Brooklyn            | V 128-117 | Buddy Hield (26)        | Myles Turner (8)      | Tyrese Haliburton (15)     | Gainbridge Fieldhouse 15 404 | 11 - 7 |
| 19    | 27 novembre | @ L.A. Clippers     | D 100-114 | Jalen Smith (23)        | Jalen Smith (9)       | Tyrese Haliburton (11)     | Crypto.com Arena 16 805      | 11 - 8 |
| 20    | 28 novembre | @ L.A. Lakers       | V 116-115 | Tyrese Haliburton (24)  | Myles Turner (13)     | Tyrese Haliburton (14)     | Crypto.com Arena 16 034      | 12 - 8 |
| 21    | 30 novembre | @ Sacramento        | D 114-137 | Mathurin, Smith (22)    | Trois joueurs (6)     | Haliburton, McConnell (10) | Golden 1 Center 17 611       | 12 - 9 |

| Match | Date match  | Équipe                | Score     | Meilleur marqueur       | Meilleur rebondeur     | Meilleur passeur          | Lieux Spectateurs                 | Série   |
| ----- | ----------- | --------------------- | --------- | ----------------------- | ---------------------- | ------------------------- | --------------------------------- | ------- |
| 22    | 2 décembre  | @ Utah                | D 119-139 | Myles Turner (18)       | Tyrese Haliburton (6)  | Andrew Nembhard (10)      | Vivint Smart Home Arena 18 206    | 12 - 10 |
| 23    | 4 décembre  | @ Portland            | D 100-116 | Myles Turner (24)       | Buddy Hield (11)       | Andrew Nembhard (8)       | Moda Center 17 479                | 12 - 11 |
| 24    | 5 décembre  | @ Golden State        | V 112-104 | Andrew Nembhard (31)    | Hield, Smith (9)       | Andrew Nembhard (13)      | Chase Center 18 064               | 13 - 11 |
| 25    | 7 décembre  | @ Minnesota           | D 115-121 | Haliburton, Hield (26)  | Myles Turner (7)       | Tyrese Haliburton (15)    | Target Center 15 472              | 13 - 12 |
| 26    | 9 décembre  | Washington            | V 121-111 | Buddy Hield (28)        | Brissett, Mathurin (8) | Tyrese Haliburton (11)    | Gainbridge Fieldhouse 15 039      | 14 - 12 |
| 27    | 10 décembre | Brooklyn              | D 133-136 | Tyrese Haliburton (35)  | Bennedict Mathurin (7) | Tyrese Haliburton (9)     | Gainbridge Fieldhouse 14 280      | 14 - 13 |
| 28    | 12 décembre | Miami                 | D 82-87   | Buddy Hield (19)        | Myles Turner (13)      | Tyrese Haliburton (6)     | Gainbridge Fieldhouse 15 309      | 14 - 14 |
| 29    | 14 décembre | Golden State          | V 125-119 | Tyrese Haliburton (29)  | Bitadze, Mathurin (19) | T. J. McConnell (9)       | Gainbridge Fieldhouse 15 069      | 15 - 14 |
| 30    | 16 décembre | @ Cleveland           | D 112-118 | Bennedict Mathurin (22) | Myles Turner (11)      | Tyrese Haliburton (14)    | Rocket Mortgage FieldHouse 19 432 | 15 - 15 |
| 31    | 18 décembre | New York              | D 106-109 | Hield, Nesmith (23)     | Aaron Nesmith (10)     | Tyrese Haliburton (10)    | Gainbridge Fieldhouse 14 513      | 15 - 16 |
| 32    | 21 décembre | @ Boston              | V 117-112 | Tyrese Haliburton (33)  | Jalen Smith (9)        | Tyrese Haliburton (8)     | TD Garden 19 156                  | 16 - 16 |
| 33    | 23 décembre | @ Miami               | V 111-108 | Tyrese Haliburton (43)  | Smith, Turner (11)     | Tyrese Haliburton (7)     | FTX Arena 19 600                  | 17 - 16 |
| 34    | 26 décembre | @ La Nouvelle-Orléans | D 93-113  | Bennedict Mathurin (15) | Myles Turner (8)       | Haliburton, McConnell (6) | Smoothie King Center 18 636       | 17 - 17 |
| 35    | 27 décembre | Atlanta               | V 129-114 | Buddy Hield (28)        | Buddy Hield (9)        | Tyrese Haliburton (7)     | Gainbridge Fieldhouse 16 738      | 18 - 17 |
| 36    | 29 décembre | Cleveland             | V 135-126 | Tyrese Haliburton (29)  | Myles Turner (12)      | Tyrese Haliburton (9)     | Gainbridge Fieldhouse 17 274      | 19 - 17 |
| 37    | 31 décembre | L.A. Clippers         | V 131-130 | Myles Turner (34)       | Buddy Hield (8)        | Tyrese Haliburton (10)    | Gainbridge Fieldhouse 16 731      | 20 - 17 |

| Match | Date match | Équipe          | Score          | Meilleur marqueur       | Meilleur rebondeur     | Meilleur passeur          | Lieux Spectateurs            | Série   |
| ----- | ---------- | --------------- | -------------- | ----------------------- | ---------------------- | ------------------------- | ---------------------------- | ------- |
| 38    | 2 janvier  | Toronto         | V 122-114      | Bennedict Mathurin (21) | Jalen Smith (11)       | Tyrese Haliburton (8)     | Gainbridge Fieldhouse 14 054 | 21 - 17 |
| 39    | 4 janvier  | @ Philadelphie  | D 126-129 (OT) | Buddy Hield (24)        | Buddy Hield (9)        | Tyrese Haliburton (12)    | Wells Fargo Center 20 033    | 21 - 18 |
| 40    | 6 janvier  | Portland        | V 108-99       | Bennedict Mathurin (19) | Nesmith, Turner (7)    | Tyrese Haliburton (12)    | Gainbridge Fieldhouse 16 548 | 22 - 18 |
| 41    | 8 janvier  | Charlotte       | V 116-111      | Myles Turner (29)       | Oshae Brissett (10)    | Tyrese Haliburton (13)    | Gainbridge Fieldhouse 15 805 | 23 - 18 |
| 42    | 11 janvier | @ New York      | D 113-119      | Buddy Hield (31)        | Hield, McConnell (8)   | Haliburton, McConnell (7) | Madison Square Garden 18 249 | 23 - 19 |
| 43    | 13 janvier | Atlanta         | D 111-113      | Bennedict Mathurin (26) | Brissett, Jackson (10) | T. J. McConnell (7)       | Gainbridge Fieldhouse 16 071 | 23 - 20 |
| 44    | 14 janvier | Memphis         | D 112-130      | Chris Duarte (25)       | T. J. McConnell (8)    | T. J. McConnell (11)      | Gainbridge Fieldhouse 17 274 | 23 - 21 |
| 45    | 16 janvier | @ Milwaukee     | D 119-132      | Myles Turner (30)       | Mathurin, Turner (8)   | McConnell, Nembhard (9)   | Fiserv Forum 17 412          | 23 - 22 |
| 46    | 18 janvier | @ Oklahoma City | D 106-126      | Andrew Nembhard (18)    | Trevelin Queen (9)     | Andrew Nembhard (7)       | Paycom Center 14 748         | 23 - 23 |
| 47    | 20 janvier | @ Denver        | D 111-134      | Bennedict Mathurin (19) | Myles Turner (7)       | McConnell, Nembhard (6)   | Ball Arena 19 609            | 23 - 24 |
| 48    | 21 janvier | @ Phoenix       | D 107-112      | Bennedict Mathurin (23) | Myles Turner (12)      | T. J. McConnell (12)      | Footprint Center 17 071      | 23 - 25 |
| 49    | 24 janvier | Chicago         | V 116-110      | Mathurin, Turner (26)   | Chris Duarte (9)       | T. J. McConnell (10)      | Gainbridge Fieldhouse 16 102 | 24 - 25 |
| 50    | 25 janvier | @ Orlando       | D 120-126      | Bennedict Mathurin (26) | Myles Turner (13)      | T. J. McConnell (8)       | Amway Center 18 846          | 24 - 26 |
| 51    | 27 janvier | Milwaukee       | D 131-141      | Myles Turner (24)       | Bennedict Mathurin (8) | T. J. McConnell (9)       | Gainbridge Fieldhouse 16 090 | 24 - 27 |
| 52    | 29 janvier | @ Memphis       | D 100-112      | Bennedict Mathurin (27) | Bennedict Mathurin (8) | T. J. McConnell (7)       | FedExForum 17 794            | 24 - 28 |

| Match                  | Date match | Équipe       | Score          | Meilleur marqueur       | Meilleur rebondeur    | Meilleur passeur       | Lieux Spectateurs               | Série   |
| ---------------------- | ---------- | ------------ | -------------- | ----------------------- | --------------------- | ---------------------- | ------------------------------- | ------- |
| 53                     | 2 février  | L.A. Lakers  | D 111-112      | Tyrese Haliburton (26)  | Myles Turner (13)     | Tyrese Haliburton (12) | Gainbridge Fieldhouse 17 274    | 24 - 29 |
| 54                     | 3 février  | Sacramento   | D 107-104      | Buddy Hield (21)        | Myles Turner (13)     | Tyrese Haliburton (9)  | Gainbridge Fieldhouse 17 274    | 25 - 29 |
| 55                     | 5 février  | Cleveland    | D 103-122      | Myles Turner (27)       | Myles Turner (10)     | Tyrese Haliburton (11) | Gainbridge Fieldhouse 17 274    | 25 - 30 |
| 56                     | 8 février  | @ Miami      | D 111-116      | Buddy Hield (29)        | Myles Turner (10)     | Tyrese Haliburton (10) | Miami-Dade Arena 19 600         | 25 - 31 |
| 57                     | 10 février | Phoenix      | D 104-117      | Bennedict Mathurin (22) | Chris Duarte (6)      | Andrew Nembhard (10)   | Gainbridge Fieldhouse 16 522    | 25 - 32 |
| 58                     | 11 février | @ Washington | D 113-127      | Tyrese Haliburton (21)  | Tyrese Haliburton (6) | Tyrese Haliburton (7)  | Capital One Arena 18 387        | 25 - 33 |
| 59                     | 13 février | Utah         | D 117-123      | Tyrese Haliburton (30)  | Aaron Nesmith (6)     | Tyrese Haliburton (12) | Gainbridge Fieldhouse 15 004    | 25 - 34 |
| 60                     | 15 février | Chicago      | V 117-113      | Buddy Hield (27)        | Myles Turner (9)      | Tyrese Haliburton (8)  | Gainbridge Fieldhouse 15 599    | 26 - 34 |
| NBA All-Star Game 2023 |            |              |                |                         |                       |                        |                                 |         |
| 61                     | 23 février | Boston       | D 138-142 (OT) | Myles Turner (40)       | Myles Turner (10)     | Tyrese Haliburton (14) | Gainbridge Fieldhouse 16 125    | 26 - 35 |
| 62                     | 25 février | @ Orlando    | V 121-108      | Myles Turner (24)       | Nwora, Turner (8)     | Tyrese Haliburton (14) | Amway Center 19 231             | 27 - 35 |
| 63                     | 28 février | @ Dallas     | V 124-122      | Tyrese Haliburton (32)  | Jalen Smith (9)       | Tyrese Haliburton (6)  | American Airlines Center 20 277 | 28 - 35 |

| Match | Date match | Équipe        | Score          | Meilleur marqueur       | Meilleur rebondeur     | Meilleur passeur       | Lieux Spectateurs            | Série   |
| ----- | ---------- | ------------- | -------------- | ----------------------- | ---------------------- | ---------------------- | ---------------------------- | ------- |
| 64    | 2 mars     | @ San Antonio | D 99-110       | Buddy Hield (27)        | Chris Duarte (9)       | T. J. McConnell (5)    | AT&T Center 14 617           | 28 - 36 |
| 65    | 5 mars     | @ Chicago     | V 125-122      | Tyrese Haliburton (29)  | Buddy Hield (6)        | Tyrese Haliburton (11) | United Center 21 225         | 29 - 36 |
| 66    | 6 mars     | Philadelphie  | D 143-147      | Tyrese Haliburton (39)  | Buddy Hield (8)        | Tyrese Haliburton (16) | Gainbridge Fieldhouse 15 008 | 29 - 37 |
| 67    | 9 mars     | Houston       | V 134-125 (OT) | Tyrese Haliburton (29)  | Aaron Nesmith (7)      | Tyrese Haliburton (19) | Gainbridge Fieldhouse 16 027 | 30 - 37 |
| 68    | 11 mars    | @ Détroit     | V 121-115      | Jalen Smith (20)        | Isaiah Jackson (11)    | Andrew Nembhard (8)    | Little Caesars Arena 20 190  | 31 - 37 |
| 69    | 13 mars    | @ Détroit     | D 97-117       | Jordan Nwora (20)       | Hield, Smith (8)       | Andrew Nembhard (7)    | Little Caesars Arena 18 313  | 31 - 38 |
| 70    | 16 mars    | @ Milwaukee   | V 139-123      | Andrew Nembhard (24)    | Jordan Nwora (9)       | T. J. McConnell (12)   | Fiserv Forum 17 797          | 32 - 38 |
| 71    | 18 mars    | Philadelphie  | D 121-141      | Aaron Nesmith (25)      | Jordan Nwora (9)       | T. J. McConnell (9)    | Gainbridge Fieldhouse 17 274 | 32 - 39 |
| 72    | 20 mars    | @ Charlotte   | D 109-115      | Hield, Turner (20)      | Isaiah Jackson (10)    | T. J. McConnell (8)    | Spectrum Center 12 449       | 32 - 40 |
| 73    | 22 mars    | @ Toronto     | V 118-114      | Andrew Nembhard (25)    | Myles Turner (7)       | Andrew Nembhard (10)   | Scotiabank Arena 19 800      | 33 - 40 |
| 74    | 24 mars    | @ Boston      | D 95-120       | Haliburton, Turner (20) | Tyrese Haliburton (9)  | Andrew Nembhard (25)   | TD Garden 19 156             | 33 - 41 |
| 75    | 25 mars    | @ Atlanta     | D 130-143      | Jordan Nwora (33)       | Jalen Smith (7)        | Tyrese Haliburton (13) | State Farm Arena 17 699      | 33 - 42 |
| 76    | 27 mars    | Dallas        | D 104-127      | Bennedict Mathurin (26) | Isaiah Jackson (12)    | T. J. McConnell (7)    | Gainbridge Fieldhouse 17 022 | 33 - 43 |
| 77    | 29 mars    | Milwaukee     | D 136-149      | Bennedict Mathurin (29) | Bennedict Mathurin (9) | Andrew Nembhard (15)   | Gainbridge Fieldhouse 16 524 | 33 - 44 |
| 78    | 31 mars    | Oklahoma City | V 121-117      | T. J. McConnell (21)    | Jalen Smith (15)       | T. J. McConnell (8)    | Gainbridge Fieldhouse 16 506 | 34 - 44 |

| Match | Date match | Équipe      | Score     | Meilleur marqueur       | Meilleur rebondeur    | Meilleur passeur     | Lieux Spectateurs                 | Série   |
| ----- | ---------- | ----------- | --------- | ----------------------- | --------------------- | -------------------- | --------------------------------- | ------- |
| 79    | 2 avril    | @ Cleveland | D 105-115 | Bennedict Mathurin (19) | Jordan Nwora (10)     | Andrew Nembhard (8)  | Rocket Mortgage FieldHouse 19 432 | 34 - 45 |
| 80    | 5 avril    | New York    | D 129-138 | Jalen Smith (19)        | Jackson, Mathurin (8) | T. J. McConnell (12) | Gainbridge Fieldhouse 16 789      | 34 - 46 |
| 81    | 7 avril    | Détroit     | D 115-122 | Buddy Hield (22)        | Isaiah Jackson (7)    | Andrew Nembhard (10) | Gainbridge Fieldhouse 17 274      | 34 - 47 |
| 82    | 9 avril    | @ New York  | V 141-136 | Bennedict Mathurin (26) | Brissett, Jackson (9) | Andrew Nembhard (9)  | Madison Square Garden 19 812      | 35 - 47 |

### Confrontations en saison régulière
| Conférence Est      | Conférence Est                              | Conférence Est                              | Conférence Est                              | Conférence Est                              | Conférence Ouest                            | Conférence Ouest                            | Conférence Ouest                            |
| Division Atlantique | Division Atlantique                         | Division Atlantique                         | Division Atlantique                         | Division Atlantique                         | Division Nord-Ouest                         | Division Nord-Ouest                         | Division Nord-Ouest                         |
| Équipe              | Domicile                                    | Domicile                                    | Extérieur                                   | Extérieur                                   | Équipe                                      | Domicile                                    | Extérieur                                   |
| ------------------- | ------------------------------------------- | ------------------------------------------- | ------------------------------------------- | ------------------------------------------- | ------------------------------------------- | ------------------------------------------- | ------------------------------------------- |
| Boston              | 138-142 (OT)                                |                                             | 117-112                                     | 95-120                                      | Denver                                      | 119-122                                     | 111-134                                     |
| Brooklyn            | 128-117                                     | 133-136                                     | 125-116                                     | 109-116                                     | Minnesota                                   | 101-115                                     | 115-121                                     |
| New York            | 106-109                                     | 129-138                                     | 113-119                                     | 141-136                                     | Oklahoma City                               | 121-117                                     | 106-126                                     |
| Philadelphie        | 143-147                                     | 121-141                                     | 106-120                                     | 126-129 (OT)                                | Portland                                    | 108-99                                      | 100-116                                     |
| Toronto             | 118-104                                     | 122-114                                     | 118-114                                     |                                             | Utah                                        | 117-123                                     | 119-139                                     |
| Division            | 7–11 (Domicile : 3-6; Extérieur : 4-5)      | 7–11 (Domicile : 3-6; Extérieur : 4-5)      | 7–11 (Domicile : 3-6; Extérieur : 4-5)      | 7–11 (Domicile : 3-6; Extérieur : 4-5)      | Division                                    | 2–8 (Domicile : 2-3; Extérieur : 0-5)       | 2–8 (Domicile : 2-3; Extérieur : 0-5)       |
| Division Centrale   | Division Centrale                           | Division Centrale                           | Division Centrale                           | Division Centrale                           | Division Pacifique                          | Division Pacifique                          | Division Pacifique                          |
| Équipe              | Domicile                                    | Domicile                                    | Extérieur                                   | Extérieur                                   | Équipe                                      | Domicile                                    | Extérieur                                   |
| Chicago             | 116-110                                     | 117-113                                     | 109-124                                     | 125-122                                     | Golden State                                | 125-119                                     | 112-104                                     |
| Cleveland           | 135-126                                     | 103-122                                     | 112-118                                     | 105-115                                     | L.A. Clippers                               | 131-130                                     | 100-114                                     |
| Détroit             | 124-115                                     | 115-122                                     | 121-115                                     | 97-117                                      | L.A. Lakers                                 | 111-112                                     | 116-115                                     |
|                     |                                             |                                             |                                             |                                             | Phoenix                                     | 104-117                                     | 107-112                                     |
| Milwaukee           | 131-141                                     | 136-149                                     | 119-132                                     | 139-123                                     | Sacramento                                  | 107-104                                     | 114-137                                     |
| Division            | 7–9 (Domicile : 4-4; Extérieur : 3-5)       | 7–9 (Domicile : 4-4; Extérieur : 3-5)       | 7–9 (Domicile : 4-4; Extérieur : 3-5)       | 7–9 (Domicile : 4-4; Extérieur : 3-5)       | Division                                    | 5–5 (Domicile : 3-2; Extérieur : 2-3)       | 5–5 (Domicile : 3-2; Extérieur : 2-3)       |
| Division Sud-Est    | Division Sud-Est                            | Division Sud-Est                            | Division Sud-Est                            | Division Sud-Est                            | Division Sud-Ouest                          | Division Sud-Ouest                          | Division Sud-Ouest                          |
| Équipe              | Domicile                                    | Domicile                                    | Extérieur                                   | Extérieur                                   | Équipe                                      | Domicile                                    | Extérieur                                   |
| Atlanta             | 129-114                                     | 111-113                                     | 130-143                                     |                                             | Dallas                                      | 104-127                                     | 124-122                                     |
| Charlotte           | 116-111                                     |                                             | 125-113                                     | 109-115                                     | Houston                                     | 134-125 (OT)                                | 99-91                                       |
| Miami               | 101-99                                      | 82-87                                       | 111-108                                     | 111-116                                     | Memphis                                     | 112-130                                     | 100-112                                     |
| Orlando             | 114-113                                     | 123-102                                     | 120-126                                     | 121-108                                     | New Orleans                                 | 129-122                                     | 93-113                                      |
| Washington          | 107-114                                     | 121-111                                     | 127-117                                     | 113-127                                     | San Antonio                                 | 134-137                                     | 99-110                                      |
| Division            | 10–8 (Domicile : 6-3; Extérieur : 4-5)      | 10–8 (Domicile : 6-3; Extérieur : 4-5)      | 10–8 (Domicile : 6-3; Extérieur : 4-5)      | 10–8 (Domicile : 6-3; Extérieur : 4-5)      | Division                                    | 4–6 (Domicile : 2-3; Extérieur : 2-3)       | 4–6 (Domicile : 2-3; Extérieur : 2-3)       |
| Conférence          | 33–28 (Domicile : 13–13; Extérieur : 11–15) | 33–28 (Domicile : 13–13; Extérieur : 11–15) | 33–28 (Domicile : 13–13; Extérieur : 11–15) | 33–28 (Domicile : 13–13; Extérieur : 11–15) | Conférence                                  | 11–19 (Domicile : 7–8; Extérieur : 4–11)    | 11–19 (Domicile : 7–8; Extérieur : 4–11)    |
| Total               | 35–47 (Domicile : 20–21; Extérieur : 15–26) | 35–47 (Domicile : 20–21; Extérieur : 15–26) | 35–47 (Domicile : 20–21; Extérieur : 15–26) | 35–47 (Domicile : 20–21; Extérieur : 15–26) | 35–47 (Domicile : 20–21; Extérieur : 15–26) | 35–47 (Domicile : 20–21; Extérieur : 15–26) | 35–47 (Domicile : 20–21; Extérieur : 15–26) |

## Classements
| Conférence Est | Conférence Est             | Conférence Est | Conférence Est | Conférence Est | Conférence Est | Conférence Est | Conférence Est |
| No             | Franchise                  | Vic.           | Déf.           | MJ             | V/D            | GB             |                |
| -------------- | -------------------------- | -------------- | -------------- | -------------- | -------------- | -------------- | -------------- |
| 1              | z - Bucks de Milwaukee     | 58             | 24             | 82             | .707           | -              |                |
| 2              | y - Celtics de Boston      | 57             | 25             | 82             | .695           | 1              |                |
| 3              | x - 76ers de Philadelphie  | 54             | 28             | 82             | .659           | 4              |                |
| 4              | x - Cavaliers de Cleveland | 51             | 31             | 82             | .622           | 7              |                |
| 5              | x - Knicks de New York     | 47             | 35             | 82             | .573           | 11             |                |
| 6              | x - Nets de Brooklyn       | 45             | 37             | 82             | .549           | 13             |                |
|                |                            |                |                |                |                |                |                |
| 7              | x - Heat de Miami          | 44             | 38             | 82             | .537           | 14             |                |
| 8              | y - Hawks d'Atlanta        | 41             | 41             | 82             | .500           | 17             |                |
| 9              | pi - Raptors de Toronto    | 41             | 41             | 82             | .500           | 17             |                |
| 10             | pi - Bulls de Chicago      | 40             | 42             | 82             | .488           | 18             |                |
|                |                            |                |                |                |                |                |                |
| 11             | o - Pacers de l'Indiana    | 35             | 47             | 82             | .427           | 23             |                |
| 12             | o - Wizards de Washington  | 35             | 47             | 82             | .427           | 23             |                |
| 13             | o - Magic d'Orlando        | 34             | 48             | 82             | .415           | 24             |                |
| 14             | o - Hornets de Charlotte   | 27             | 55             | 82             | .329           | 31             |                |
| 15             | o - Pistons de Détroit     | 17             | 65             | 82             | .207           | 41             |                |

| Division Centrale          | V  | D  | MJ | V/D  | GB | Dom   | Ext   | Div  |
| -------------------------- | -- | -- | -- | ---- | -- | ----- | ----- | ---- |
| y - Bucks de Milwaukee     | 58 | 24 | 82 | .707 | –  | 32-9  | 26-15 | 11-5 |
| x - Cavaliers de Cleveland | 51 | 31 | 82 | .622 | 7  | 31-10 | 20-21 | 13-3 |
| pi - Bulls de Chicago      | 40 | 42 | 82 | .488 | 18 | 22-19 | 18-23 | 7-9  |
| o - Pacers de l'Indiana    | 35 | 47 | 82 | .427 | 23 | 20-21 | 15-26 | 7-9  |
| o - Pistons de Détroit     | 17 | 65 | 82 | .207 | 41 | 9-32  | 8-33  | 2-14 |